# 2009 en Malaisie
Cet article présente les faits marquants de l'année 2009 en Malaisie.

## Évènements
- Mercredi 28 janvier 2009 : La Malaisie a pris livraison, dans le port français de Toulon, de son premier sous-marin conventionnel classe Scorpène, le « KD Tunku Abdlu Rahman », construit par le groupe français DCNS. Ce sous-marin a soulevé les critiques de l'opposition malaisienne, dirigée par Lim Kit Siang  qui soutient qu'une commission de 540 millions de ringgit (149,5 millions de dollars) a été versée à un proche du vice-premier ministre Najib Razak lors de la signature du contrat. Un deuxième sous-marin, le « KD Tun Razak », doit être livré à la fin de l'année.

- Vendredi 3 avril 2009 : L'OCDE décide de retirer la Malaisie de la liste noire des paradis fiscaux, un jour après l'y avoir inscrit. après que le secrétaire général de l'OCDE, Angel Gurría, a reçu « une lettre du ministre des Finances, l'informant que la Malaisie adoptait officiellement les normes de l'OCDE sur la transparence et l'échange d'informations, tel que stipulé dans la version 2005 de l'article 26 de la convention de l'OCDE en matière fiscale ».

- Dimanche 5 avril 2009 : Le Grand Prix de Malaisie est remporté par le pilote britannique Jenson Button sur une voiture Brawn GP. La course a été interrompue avant son terme à cause de fortes chutes de pluie.

- Jeudi 28 mai 2009 : Un tribunal interdit à l'Église catholique romaine d'utiliser le mot Allah (« Dieu ») confirmant une interdiction faite par le gouvernement devenue le symbole des tensions religieuses dans ce pays à majorité musulmane. Le gouvernement fédéral a interdit aux non-musulmans de traduire « Dieu » par « Allah » dans leur littérature et l'ensemble de leurs écrits, expliquant que cet usage pourrait perturber les musulmans (60 % des 27 millions de Malaisiens). Les congrégations chrétiennes estiment, elles, que cette interdiction est anticonstitutionnelle, arguant que le mot « Allah » est antérieur à l'Islam[1].

- Mardi 16 juin 2009 : La compagnie aérienne malaisienne, Air Asia, annonce au Salon aéronautique du Bourget une commande ferme de 10 long-courriers Airbus A350.